# Stade Philips
Le Stade Philips (en néerlandais: Philips Stadion) est le stade du club du PSV Eindhoven, club de football de la ville du même nom. Il était autrefois appelé Philips SportPark. Aujourd'hui, il a une capacité de 35 119 places. Le nom de ce stade est issu de la firme électronique Philips, fondée à Eindhoven par les frères Philips. L'éclairage est l'un des plus performants au monde, car à la pointe de la technologie Philips.

## Histoire
Le stade a été inauguré en 1913, à l'occasion de la création du PSV. Il a été entièrement financé à l'époque par Philips, qui avait construit le terrain et les quelques gradins au milieu des usines. Il a été rénové plusieurs fois depuis sa création, en 1958, et en 1977, grâce au financement de la firme royale électronique.
De 1988 à 2002, d'importantes rénovations sont menées, notamment dans l'optique de l'Euro 2000.

## Événements
- Championnat d'Europe de football 2000
- Finale de la Coupe UEFA 2005-2006, 10 mai 2006
- Finale de la Ligue des champions féminine de l'UEFA 2022-2023

## Galerie

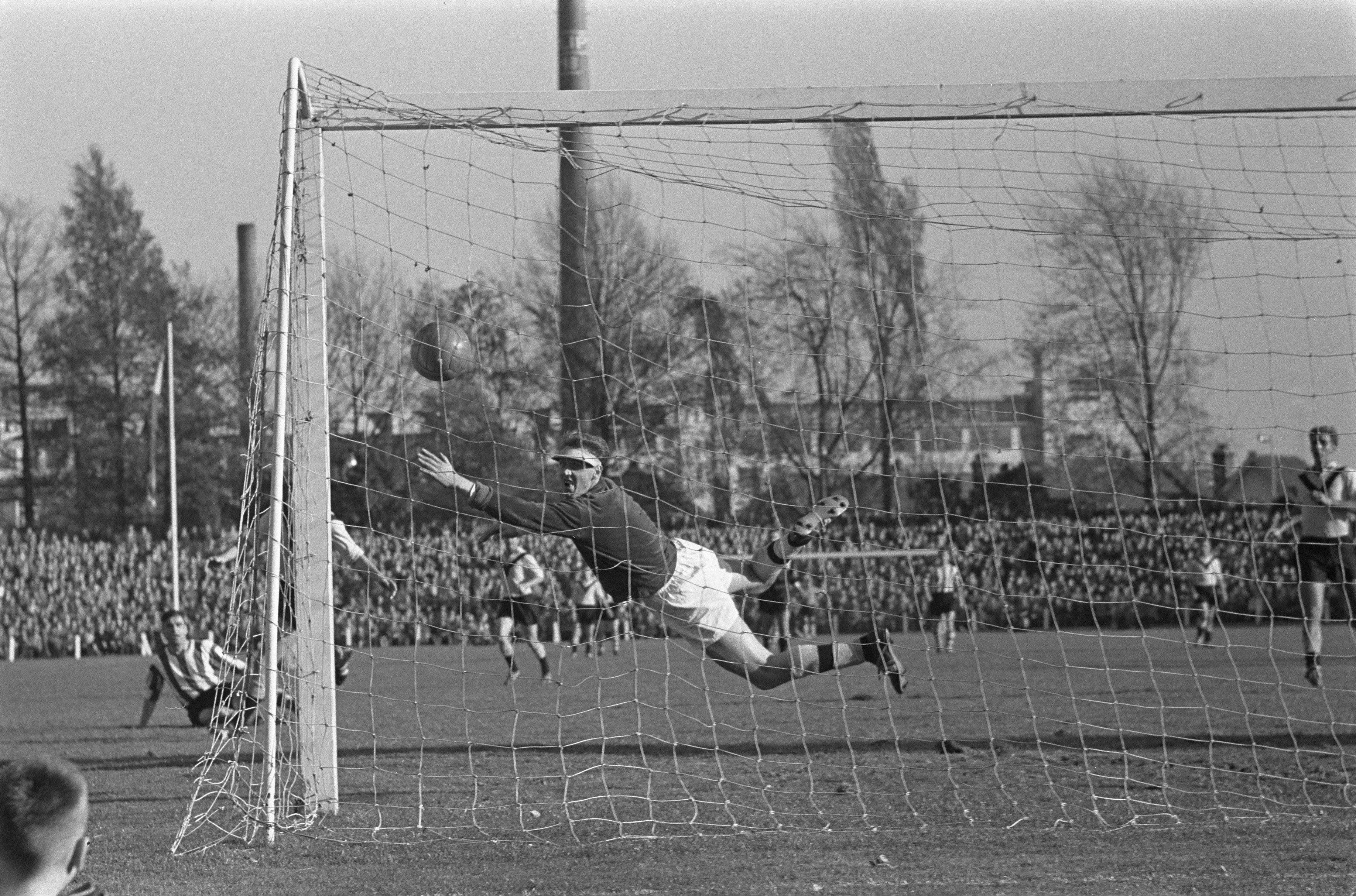
Coen Dillen marque pour le PSV en 1959.
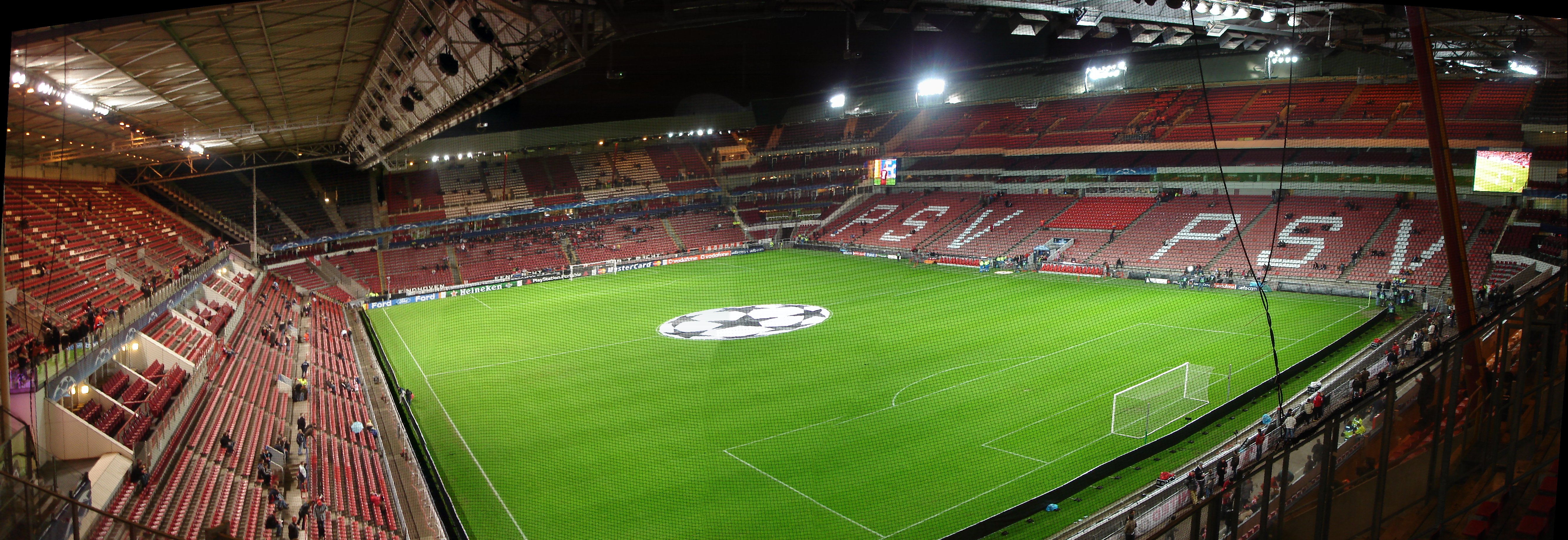
Le stade en 2006.
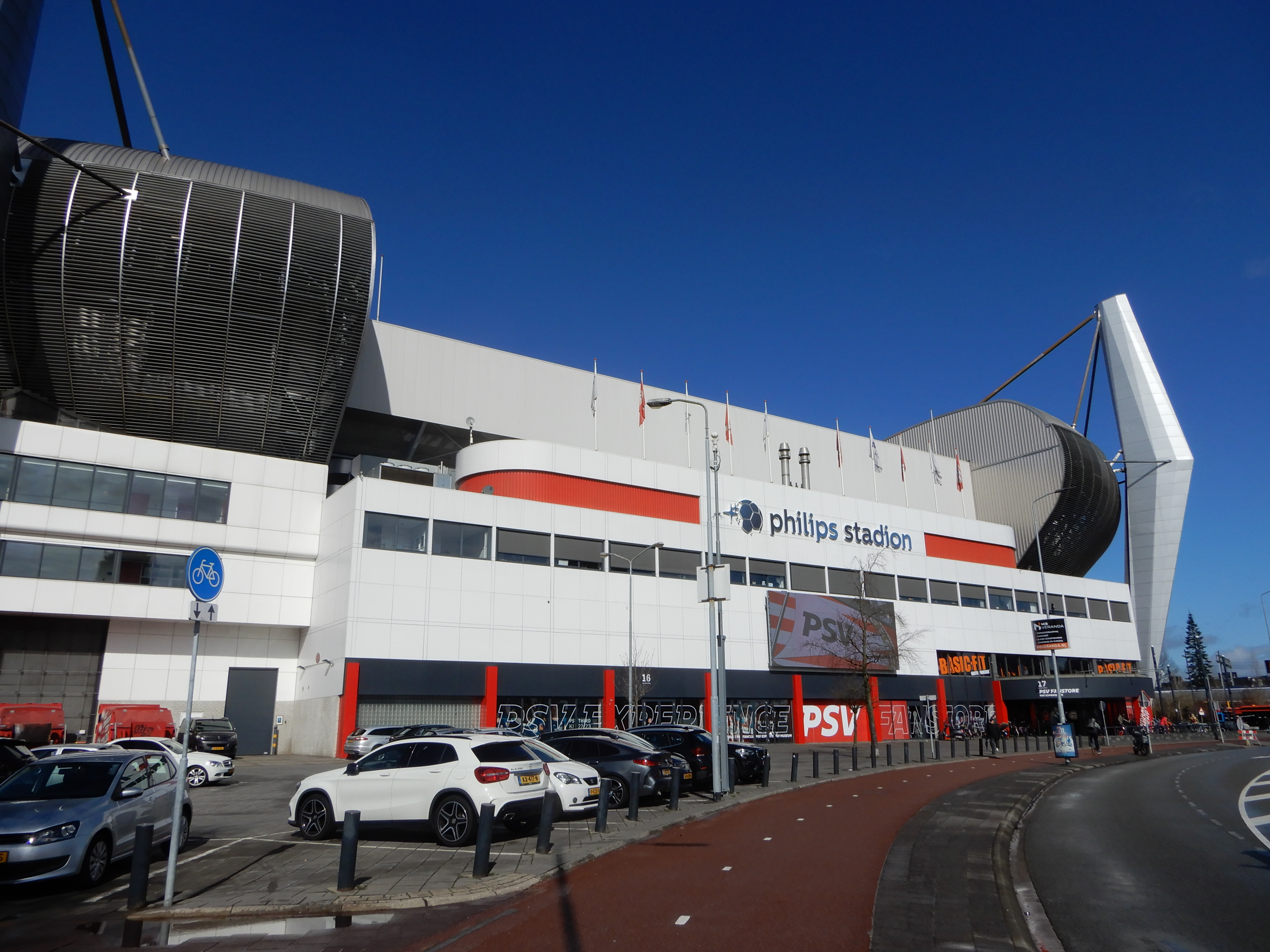
Philips Stadion, fin mars 2023
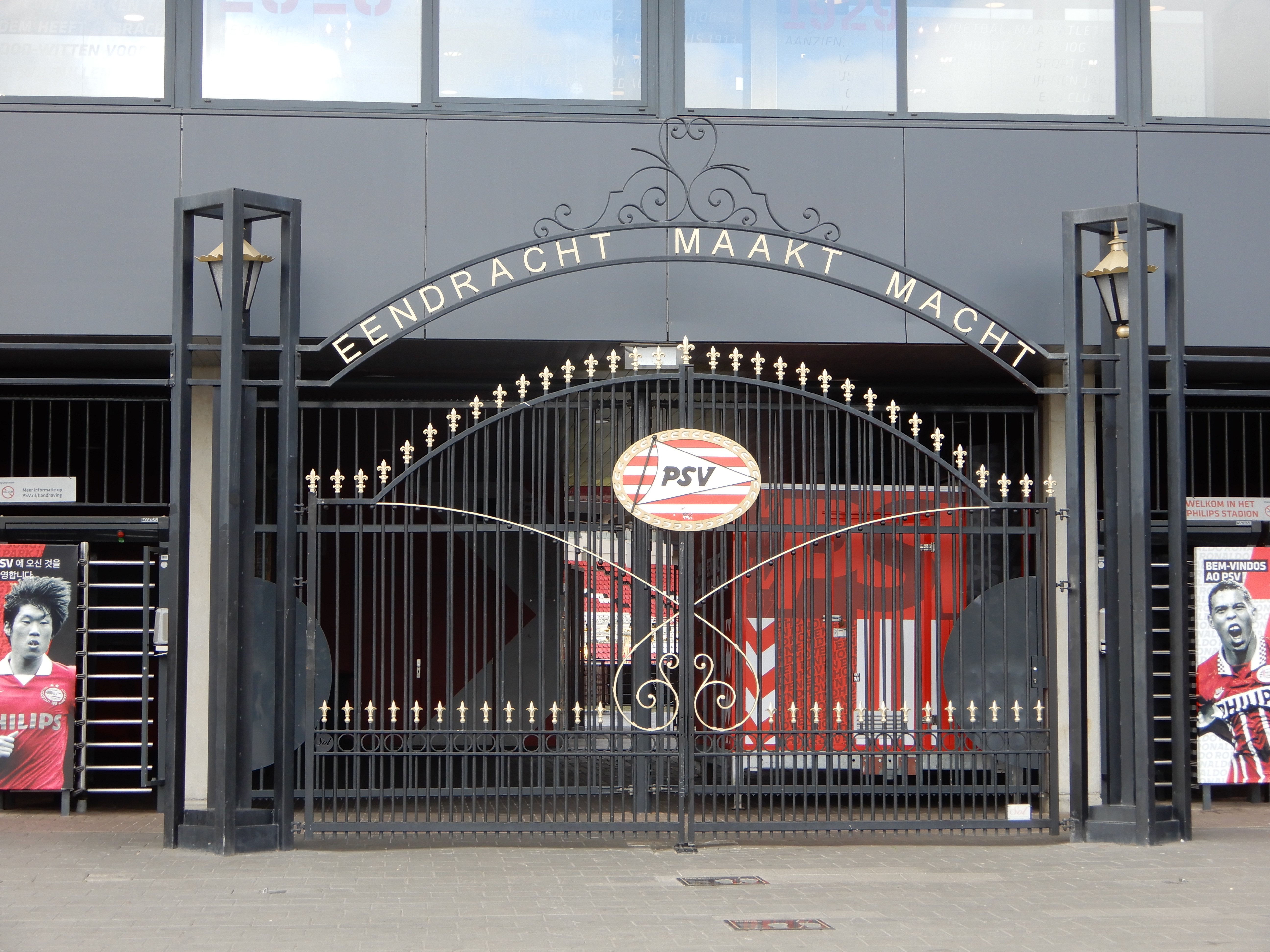
Philips Stadion, fin mars 2023, portail d'entrée
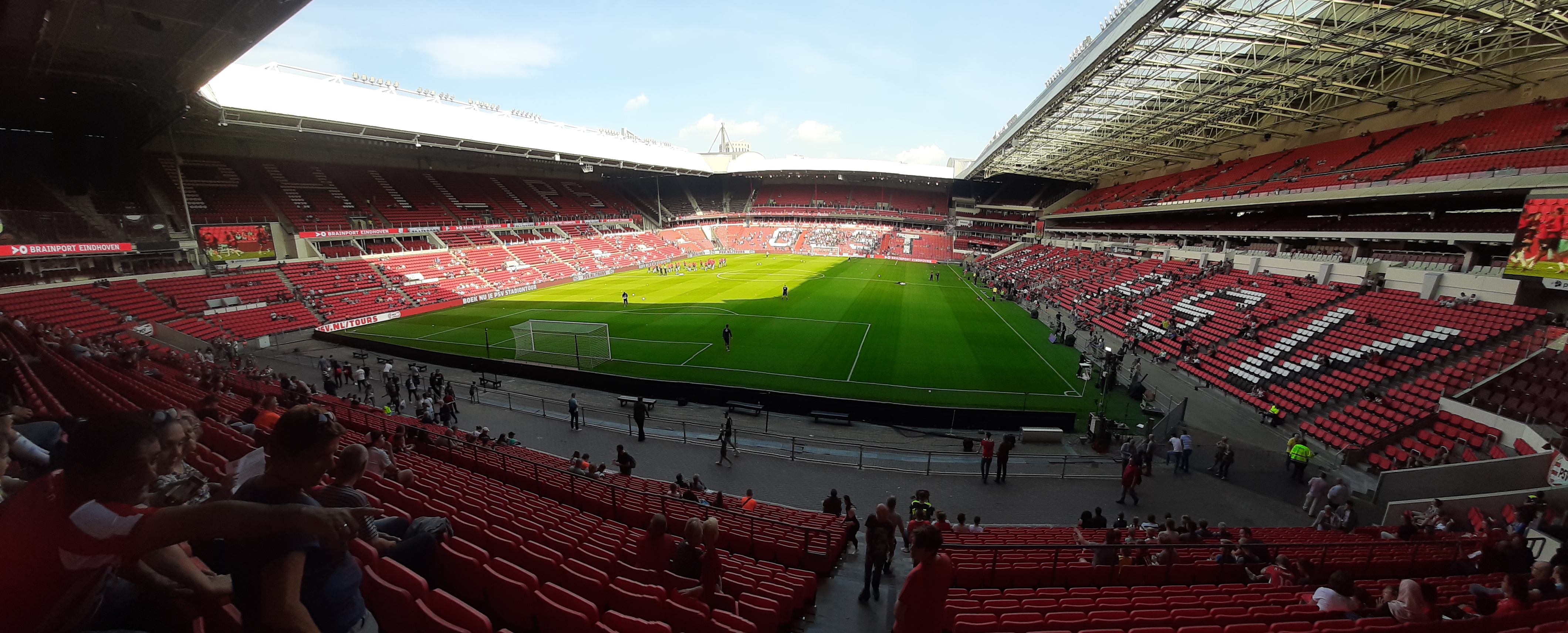
Le stade en 2019